# Burning Daylight
"Burning Daylight" é uma canção dos cantores holandeses Mia Nicolai e Dion Cooper, lançada a 1 de março de 2023. A canção representou os Países Baixos no Festival Eurovisão da Canção de 2023, depois de os artistas terem sido selecionados internamente pela AVROTROS, a televisão pública neerlandesa.

## Festival Eurovisão da Canção

### Seleção interna
O organismo de radiodifusão abriu um período de apresentação de candidaturas a 17 de maio de 2022, durante o qual os artistas e compositores puderam apresentar as suas candidaturas até 31 de agosto de 2022. Cada artista e compositor pôde apresentar um máximo de três canções, que foram avaliadas por uma comissão de seleção constituída pelo diretor-geral da AVROTROS, Eric van Stade, pelo apresentador de televisão e autor Cornald Maas, pelo cantor e apresentador de televisão Jan Smit e pelos DJ de rádio Hila Noorzai, Carolien Borgers e Sander Lantinga.
A AVROTROS anunciou Mia Nicolai e Dion Cooper como os candidatos neerlandeses a 1 de novembro de 2022. A 22 de fevereiro de 2023, a dupla anunciou que a sua canção para o Festival Eurovisão da Canção de 2023 seria lançada a 1 de março. Seis dias depois, a dupla anunciou que o título de sua música seria «Burning Daylight».

### Na Eurovisão
Os Países Baixos foram apurados para a primeira semi-final, que se realizou em 9 de maio de 2023, e actuaram na segunda parte do espetáculo da semi-final. A música não se classificou para a final.